# Siumut
Die Siumut (deutsch Vorwärts) ist eine politische Partei in Grönland.

## Geschichte
Der Ursprung in der Gründung der Siumut liegt in dem 1971 gefassten Beschluss der drei Politiker Jonathan Motzfeldt, Lars Emil Johansen und Moses Olsen, eine politische Gruppierung aufzubauen, die sich für die Unabhängigkeit Grönlands einsetzt. Anfangs sah sie die Europäische Union als Hauptgegner, nachdem Grönland 1972 Teil von ihr geworden war, da man in ihr einen entscheidenden Treiber für ungewünschte Modernisierung entgegen der grönländischen Kultur und gegen nationale Selbstbestimmung sah. 1975 gab Moses Olsen erstmals die Zeitung Sujumut heraus, in der sich für politische Selbstbestimmung Grönlands und die Selbstidentifikation der Grönländer eingesetzt wurde. 1976 wurden einzelne Ortsverbände parteilicher Gestalt gegründet und im Juli 1977 erfolgte die Gründung als landesweite Partei.
Das erste politische Ziel wurde bereits 1979 mit der Einführung der Hjemmestyre erreicht, die Grönland erstmals autonom werden ließ. 1985 erfolgte der EU-Austritt nach einem 1982 durchgeführtem Referendum und dem Aufsetzen des Grönland-Vertrags 1984. Zuvor hatte der Siumut-Politiker Finn Lynge für Grönland im EU-Parlament gesessen.
Bei der ersten Parlamentswahl in Grönland 1979 erzielte die Siumut die absolute Mehrheit, was seither nie wieder einer Partei gelang. Allerdings vereinten in den ersten Jahren die Siumut auf der links-nationalistischen und die Atassut auf der rechts-unionistischen Seite fast alle Wähler auf sich, sodass das erste grönländische Parlament nur ein Zweiparteienparlament war. Vier Jahre später gelang es der Atassut, mehr Stimmen zu erreichen als die Siumut, aber genauso viele Parlamentssitze. Daher entschied die linke Inuit Ataqatigiit darüber, mit wem sie koalieren wollte, und ließ so weiterhin die Siumut regieren. In den folgenden Jahren stritten Atassut und Siumut sich weiter um die politische Vorherrschaft im Land, die immer zugunsten der Siumut ausfiel. Erst 2009 wurde nach 30 Jahren an der Macht die Siumut von der Inuit Ataqatigiit überholt, sodass sie in die Opposition wechseln musste. Vier Jahre später konnte sie die Regierungsmacht wiedererlangen und stellte seither wieder den Regierungschef. 2021 musste sich die Siumut wie zwölf Jahre zuvor wieder der Inuit Ataqatigiit geschlagen geben. 2025 erreichte die Partei das mit Abstand schlechteste Ergebnis der Parteigeschichte und wurde erstmals nicht eine der beiden stärksten Parteien in Grönland.

## Politische Ausrichtung
Das erste Parteiprogramm der Siumut forderte die politische Autonomie innerhalb der Rigsfællesskabet mit Dänemark, die auf lange Sicht zur Unabhängigkeit führen sollte, sofern diese wirtschaftlich möglich ist. Dazu forderte sie den Austritt aus der EU, verlangte die volle Selbstbestimmung der Inuit über ihre eigenen Angelegenheiten, wie die Nutzung von Bodenschätzen. In sozialer Hinsicht setzt sie sich für soziale Sicherheit und gerechte Einkommensverteilung ein, wodurch die Siumut sich als sozialdemokratische Partei klassifizieren lässt.

## Parteivorsitzende
- 1977–1978: Jonathan Motzfeldt
- 1978: Moses Olsen
- 1978–1979: Jonathan Motzfeldt
- 1979–1980: Lars Emil Johansen
- 1980–1987: Jonathan Motzfeldt
- 1987–1997: Lars Emil Johansen
- 1997–1998: Mikael Petersen
- 1998–2001: Jonathan Motzfeldt
- 2001–2009: Hans Enoksen
- 2009–2014: Aleqa Hammond
- 2014–2020: Kim Kielsen
- 2020–2025: Erik Jensen
- 2025: Vivian Motzfeldt (kommissarisch)
- seit 2025: Aleqa Hammond

## Wahlergebnisse

### Parlamentswahlen
| Wahl | Stimmen | Stimmenanteil | Sitze   | Platz | Folge                                                               |
| ---- | ------- | ------------- | ------- | ----- | ------------------------------------------------------------------- |
| 1979 | 08.505  | 46,1 %        | 13 / 21 | 1     | absolute Mehrheit                                                   |
| 1983 | 10.371  | 42,3 %        | 12 / 26 | 2     | Seniorpartner der Regierung                                         |
| 1984 | 09.949  | 44,1 %        | 11 / 25 | 1     | Seniorpartner der Regierung                                         |
| 1987 | 09.980  | 39,8 %        | 11 / 27 | 2     | Seniorpartner der Regierung, ab 1988 alleinige Minderheitsregierung |
| 1991 | 09.336  | 37,3 %        | 11 / 27 | 1     | Seniorpartner der Regierung                                         |
| 1995 | 09.803  | 38,4 %        | 12 / 31 | 1     | Seniorpartner der Regierung                                         |
| 1999 | 09.899  | 35,2 %        | 11 / 31 | 1     | Seniorpartner der Regierung                                         |
| 2002 | 08.151  | 28,8 %        | 10 / 31 | 1     | Seniorpartner der Regierung                                         |
| 2005 | 08.855  | 30,7 %        | 10 / 31 | 1     | Seniorpartner der Regierung                                         |
| 2009 | 07.567  | 26,8 %        | 9 / 31  | 2     | Opposition                                                          |
| 2013 | 12.910  | 43,2 %        | 14 / 31 | 1     | Seniorpartner der Regierung                                         |
| 2014 | 10.108  | 34,6 %        | 11 / 31 | 1     | Seniorpartner der Regierung                                         |
| 2018 | 07.959  | 27,4 %        | 9 / 31  | 1     | Seniorpartner der Regierung                                         |
| 2021 | 07.971  | 30,1 %        | 10 / 31 | 2     | Opposition, ab 2022 Juniorpartner der Regierung                     |
| 2025 | 04.210  | 14,9 %        | 4 / 31  | 4     | Juniorpartner der Regierung                                         |

### Folketingswahlen
| Wahl | Stimmen                                    | Stimmenanteil                              | Sitze                                      | Platz                                      | Abgeordneter                                |
| ---- | ------------------------------------------ | ------------------------------------------ | ------------------------------------------ | ------------------------------------------ | ------------------------------------------- |
| 1977 | 9.214                                      | 52,3 %                                     | 1 / 2                                      | 1                                          | Lars Emil Johansen                          |
| 1979 | 6.273                                      | 44,1 %                                     | 1 / 2                                      | 2                                          | Preben Lange                                |
| 1981 | 7.126                                      | 37,7 %                                     | 1 / 2                                      | 2                                          | Preben Lange                                |
| 1984 | 9.148                                      | 42,8 %                                     | 1 / 2                                      | 2                                          | Preben Lange                                |
| 1987 | 6.944                                      | 43,3 %                                     | 1 / 2                                      | 1                                          | Preben Lange                                |
| 1988 | 8.415                                      | 40,1 %                                     | 1 / 2                                      | 1                                          | Hans Pavia Rosing                           |
| 1990 | 8.272                                      | 42,8 %                                     | 1 / 2                                      | 1                                          | Hans Pavia Rosing                           |
| 1994 | Kandidaten im Kandidatenverbund angetreten | Kandidaten im Kandidatenverbund angetreten | Kandidaten im Kandidatenverbund angetreten | Kandidaten im Kandidatenverbund angetreten | Kandidaten im Kandidatenverbund angetreten  |
| 1998 | 8.502                                      | 36,5 %                                     | 1 / 2                                      | 1                                          | Hans Pavia Rosing                           |
| 2001 | 6.033                                      | 25,9 %                                     | 1 / 2                                      | 1                                          | Lars Emil Johansen                          |
| 2005 | 7.775                                      | 33,6 %                                     | 1 / 2                                      | 1                                          | Lars Emil Johansen                          |
| 2007 | 8.075                                      | 32,2 %                                     | 1 / 2                                      | 2                                          | Lars Emil Johansen                          |
| 2011 | 8.374                                      | 37,2 %                                     | 1 / 2                                      | 2                                          | Doris Jakobsen                              |
| 2015 | 7.854                                      | 38,9 %                                     | 1 / 2                                      | 2                                          | Aleqa Hammond (Parteiaustritt 2016)         |
| 2019 | 6.058                                      | 30,3 %                                     | 1 / 2                                      | 2                                          | Aki-Matilda Høegh-Dam                       |
| 2022 | 7.424                                      | 37,6 %                                     | 1 / 2                                      | 1                                          | Aki-Matilda Høegh-Dam (Parteiaustritt 2025) |